# Institut Curie
L'institut Curie est une fondation reconnue d'utilité publique depuis 1921. Son ambition, depuis sa création par Claudius Regaud, Marie Curie, Henri de Rothschild, Paul Appell et Émile Roux, est axée autour de trois missions : la recherche, les soins, la conservation et la transmission des savoirs. Cette pluridisciplinarité est au cœur des statuts de la fondation. Cette mission implique une coopération interdisciplinaire étroite entre les personnels afin de développer :
- les recherches scientifiques fondamentales, translationnelles et cliniques en matière de physique, de chimie, de biologie, de radiobiologie en vue de mettre la science au service de l'homme pour l'aider à lutter contre les maladies et particulièrement le cancer ;
- le diagnostic, le suivi et les soins délivrés aux personnes malades dans le cadre d’un ensemble hospitalier assimilé à un centre de lutte contre le cancer membre de la fédération Unicancer ;
- la valorisation de la recherche et l’accès à l’innovation qui nécessite pour l’Institut Curie de nouer des liens avec les acteurs économiques susceptibles de permettre un développement des innovations au bénéfice des patients et/ou une amélioration des connaissances scientifiques ;
- la conservation et la transmission des savoirs dans les domaines précités, notamment via les activités d’enseignement et de muséologie ;
- sa contribution au rayonnement international de la recherche et du soin, notamment en cancérologie.

L’ensemble des activités menées par l’Institut Curie lui permettant de remplir ses missions s’exercent dans le cadre de trois entités : un ensemble hospitalier de pointe en cancérologie réparti sur trois sites (Paris, Orsay et Saint-Cloud), un centre de recherche de renommée internationale où les chercheurs travaillent répartis dans 86 équipes de recherche et les services du siège de la fondation.

## Histoire

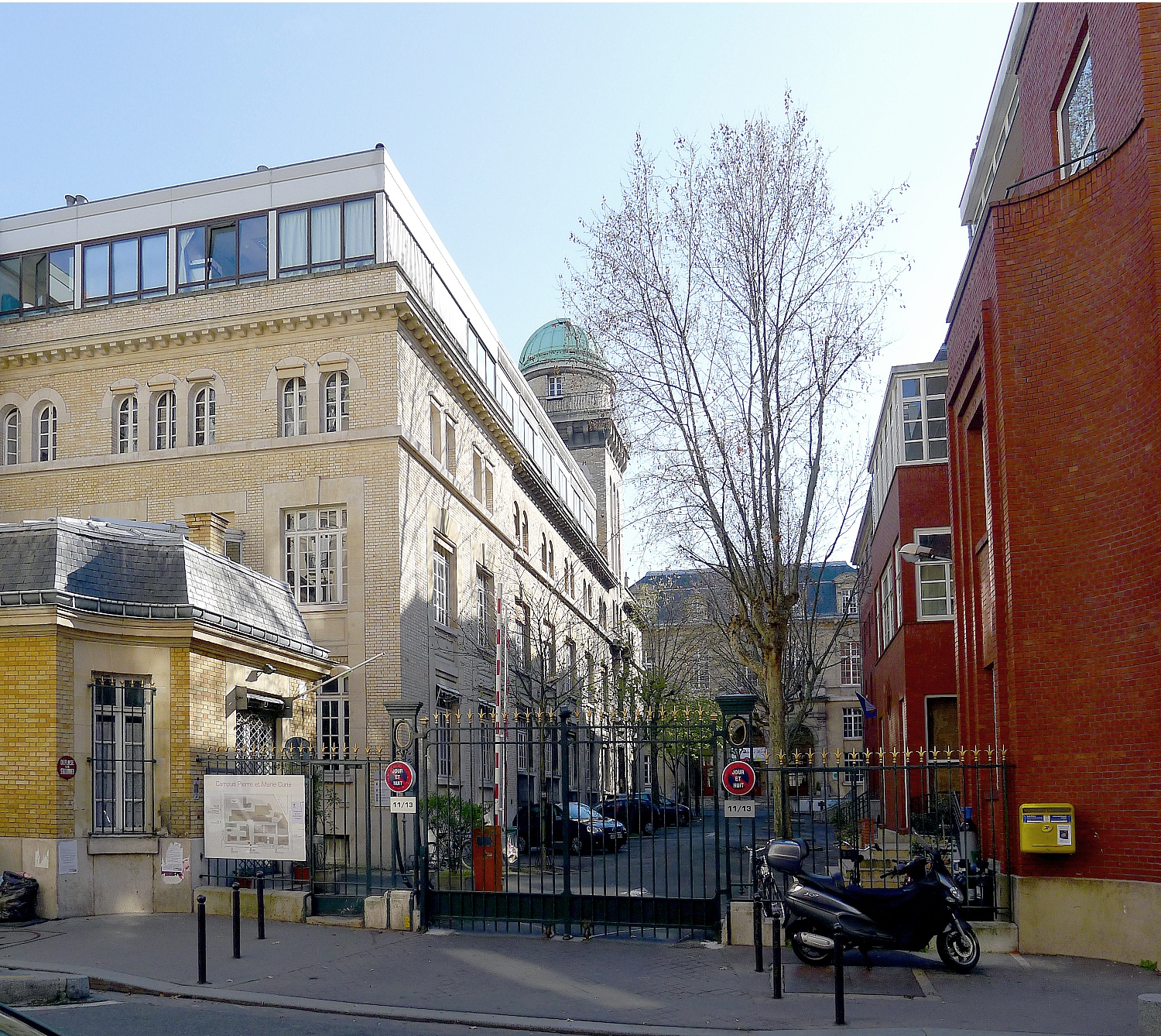
Une entrée du campus Curie (11-13 rue Pierre-et-Marie-Curie, 5e arrondissement de Paris) : à gauche, l'institut Curie ; au fond, l'École nationale supérieure de chimie de Paris ; à droite, l'Institut de biologie physico-chimique.

En 1903, Pierre et Marie Curie partagent le prix Nobel de physique avec Henri Becquerel. Pierre Curie est alors nommé professeur à la faculté des sciences de Paris. Ils quittent le hangar de l'École supérieure de physique et de chimie industrielles de la ville de Paris pour leur nouveau laboratoire où Marie Curie est nommée chef de travaux. À la mort de Pierre, en 1906, Marie Curie est chargée de cours, puis professeur en 1908. Elle va être la première femme professeur de la Sorbonne. Son souhait est de mettre en place un grand laboratoire pour l'étude de la radioactivité et de ses applications en physique, chimie. En 1909, ce vœu se concrétise lorsque l'université de Paris et l'institut Pasteur décident de construire conjointement un grand laboratoire pour Marie Curie : l'Institut du radium. Celui-ci comprend deux sections : le laboratoire Curie, dirigé par Marie Curie et entièrement consacré aux recherches en physique et chimie, et le laboratoire Pasteur sous la direction du Dr Claudius Regaud, consacré à l'étude des effets biologiques de la radioactivité. En 1911, Marie Curie a reçu un deuxième prix Nobel : celui de chimie.
Après la Première Guerre mondiale, Claudius Regaud oriente son laboratoire vers l'étude de l'effet des rayonnements sur les tumeurs cancéreuses, disposant de l'aide scientifique et technique du laboratoire Curie. L’objectif est d'élaborer une « thérapeutique scientifique du cancer » [réf. nécessaire], fondée sur l'articulation de la recherche fondamentale, de la recherche appliquée et de l’étude clinique. En 1919, le Dr Regaud dispose d'un lieu d'hospitalisation.
La lutte de Marie Curie et de Claudius Regaud pour obtenir des moyens supplémentaires débouche sur la création de la fondation Curie le 27 mai 1921, grâce à une donation du docteur Henri de Rothschild. Elle est reconnue d'utilité publique le même jour de 1921 : son but est de financer les activités de l'Institut du radium et de contribuer au développement de sa composante de recherche thérapeutique. La construction d'un dispensaire, rue d'Ulm, à deux pas du Panthéon, est une de ses premières réalisations. Il ouvre ses portes en novembre 1922. Le Dr Claudius Regaud et son équipe y mettent au point des traitements, associant chirurgie et radiothérapie dans le traitement des cancers. La fondation Curie est alors un modèle pour les centres anti-cancéreux du monde entier [réf. nécessaire]. En 1932, une importante donation anonyme permet la construction de nouveaux laboratoires de biologie, derrière le dispensaire. Simultanément, le laboratoire Curie continue d'occuper une place importante dans le domaine de la recherche en physique et chimie. En 1934, peu de temps avant la mort de Marie Curie, sa fille, Irène Joliot-Curie, et son gendre, Frédéric Joliot, découvrent la radioactivité artificielle. En 1935, le prix Nobel de chimie récompense leur découverte. À la même période, l'afflux de malades à la fondation Curie est tel qu'un hôpital paraît indispensable. Il peut voir le jour grâce à des dons importants et à une subvention de l'État.
L'Institut du radium et la fondation Curie fusionnent en 1970. La nouvelle fondation prend, huit ans plus tard, le nom d'« Institut Curie ». Celui-ci poursuit dès lors une triple vocation : la recherche, l’enseignement et le traitement du cancer.
Au 1er janvier 2010, l'institut Curie et le centre de lutte contre le cancer René-Huguenin (Saint-Cloud, Hauts-de-Seine) ont fusionné pour répondre aux enjeux de la cancérologie. Depuis, l'institut Curie rassemble 3 586 chercheurs, médecins, soignants, techniciens et administratifs.

## Le modèle Curie
Le « modèle Curie » se définit par la continuité entre la recherche fondamentale et les soins. Son originalité vient du rapprochement de chercheurs, de soignants et de patients permettant d'accélérer la mise à disposition de diagnostics et de traitements nouveaux. Le « modèle Curie » a inspiré de nombreuses institutions qui l'ont pris comme exemple. C'est notamment le fonctionnement sur lequel se basent les 20 centres de lutte contre le cancer (CLCC) de France.

## Centre de recherche
Le Centre de recherche est constitué par 12 unités mixtes (CNRS, INSERM, Sorbonne Université, Université Paris-Sud), regroupées en 4 domaines et 1 département de recherche translationnelle. Chaque domaine a un potentiel médical et d’innovation. Ils reposent sur des interactions robustes initiées par les projets Labex coordonnés par l’institut Curie (DEEP, CelTisPhyBio et DCBIOL). Ces 4 domaines sont interconnectés grâce à des activités transversales telles que les plates-formes technologiques, la formation avancée, le département translationnelle et la recherche clinique. Ces activités permettent d’établir des liens naturels entre les 12 unités de recherche et le complexe hospitalier et constituent un canal efficace de communication favorisant le dialogue et le partage de l’information, essentielle pour accélérer le passage de l’exploration à l’application.

## Ensemble hospitalier
L'ensemble hospitalier de l'institut Curie est un établissement privé participant au service public hospitalier. C'est un centre de lutte contre le cancer. Disposant de nombreux moyens diagnostiques (imagerie, biologie…) et thérapeutiques (chirurgie, radiothérapie, traitements médicaux et soins de support), il est spécialisé dans le traitement de tous les cancers y compris les cancers rares. L'institut Curie est notamment centre de référence pour les cancers du sein, les tumeurs pédiatriques et les tumeurs de l'œil.
Dans une démarche pluridisciplinaire permanente, il met les meilleures compétences et les techniques les plus performantes au service d'une prise en charge globale et continue de chaque patient, à toutes les étapes de la maladie et dans le souci permanent de sa qualité de vie. Berceau de la radiothérapie, pionnier dans les traitements conservateurs et la prise en charge de la douleur, il continue à innover dans les techniques et les prises en charge complexes (radiothérapie de haute précision, protonthérapie, curiethérapie, imagerie, oncoplastie, oncogénétique…) tout en développant la recherche clinique.

## Département de recherche translationnelle
Le département de recherche translationnelle est né en 2003. Il a pour mission d’accélérer le processus qui conduit l’innovation scientifique vers une meilleure prise en charge des patients. Pour cela, il met à disposition des cliniciens et des chercheurs de l’institut Curie des moyens humains et technologiques permettant le développement de projets à caractère appliqué dans le diagnostic ou le traitement des cancers. Quelque six équipes de recherche travaillent au sein de ce département.

## Musée Curie
Situé au no 1 de la rue Pierre-et-Marie-Curie, au nord-est du « campus Curie », le musée Curie dispose d'un espace d'exposition permanente, dans les locaux historiques de l’Institut du radium, créé en 1914 et dirigé par Marie Curie jusqu’en 1934. Les grandes étapes de la découverte de la radioactivité ainsi que les cinq prix Nobel obtenus par la famille Joliot-Curie sont présentés au public. Le laboratoire et le bureau de Marie Curie, André Debierne, Irène et Frédéric Joliot-Curie sont en accès libre, avec une reconstitution des recherches en cours à cette époque. Le musée dispose également d’un centre de ressources historiques sur les familles Curie et Joliot-Curie, l'Institut du radium, la Fondation Curie et les acteurs de ces institutions. Des visites guidées et des conférences sont également organisées.

## Gouvernance
L’Institut Curie est administré par un conseil de surveillance, un directoire et un conseil scientifique qui émet des recommandations et accompagne l’institut dans ses choix. Le directoire comprend le Pr Alain Puisieux, son président, ainsi que Coralie Chevallier et Eric Nicolas.

## Financeurs, tutelles et labels
Les principales ressources de l’Ensemble Hospitalier proviennent de l’Assurance maladie en tant qu’établissement de santé privé d'intérêt collectif (ESPIC), de la subvention MIGAC au titre de la contribution aux Missions d’Intérêt Général, parmi lesquelles l’enseignement, la recherche clinique et l’innovation. Ces dotations correspondent à des crédits du ministère des Solidarités et de la Santé gérés par la DGOS et reversés par l’ARS.
Les organismes de recherche comme le CNRS, l'Inserm prennent en charge directement une partie des personnels (chercheurs, ingénieurs, techniciens et administratifs) du Centre de Recherche de l'Institut Curie ainsi que des dépenses de fonctionnement ou d’investissement. Le Centre de Recherche reçoit directement une subvention annuelle du ministère de l’Enseignement supérieur et de la Recherche au titre de sa mission de recherche fondamentale. L’Institut Curie a notamment obtenu, après sélection par un jury international, d’importants financements dans le cadre du programme gouvernemental Investissements d’Avenir, de la Commission européenne via le Conseil européen de la recherche (ERC), de l’Agence nationale de la recherche (ANR) et de l’Institut national du cancer (INCa).
Des organismes caritatifs comme la Ligue nationale contre le cancer, la Fondation ARC pour la recherche sur le cancer, la Fondation pour la recherche médicale, soutiennent également la recherche médicale de l’Institut Curie.

## Partenaires institutionnels et certifications
L'Institut Curie est membre de diverses organisations et possède des labellisations et des certifications.
OECI : l’Institut Curie est membre de l’OECI et le Pr Thierry Philip, président de l’Institut Curie jusqu'en 2024, a été élu pour trois ans président à sa tête, à compter de juin 2018. Cette organisation de droit européen, non gouvernementale à but non lucratif, vise à promouvoir la coopération entre ses membres ou membres associés.
Unicancer : l’ensemble hospitalier de l’Institut Curie, sur ses trois sites, Orsay, Paris et Saint-Cloud est membre du Réseau Unicancer.
L'institut Curie est par ailleurs membre associé de l'Université PSL.

## L’institut Curie en chiffres
Au 31 décembre 2019, l'Institut comptait :
- 3 648 collaborateurs : soignants (médecins, infirmières…), chercheurs, enseignants, techniciens et administratifs
- 56 610 patients dont 11 591 nouveaux patients traités
- 86 équipes de recherche
- 519 nouvelles publications
- 628 doctorants, masters, internes, étudiants hospitaliers
- 27 start-up créées[12]
- 84 nationalités représentées
- 218 000 donateurs actifs et fidèles
- 32,5 millions d’euros collectés provenant des dons et du mécénat, dont 24,7 millions d’euros des legs
- 20 259 visiteurs au musée curie

## La course des Lumières
Chaque année, au mois de novembre, La Course des Lumières est organisée à Paris au profit de l'Institut Curie. Il s'agit d'un événement solidaire composée d'une course à pied nocturne de 10 km ou d'une marche de 4 km. Elles se déroulent à travers la capitale et les participants sont munis d'un objet lumineux pour éclairer la nuit. Cette course a également lieu à différentes dates à Toulouse ou Lyon aux profits d'autres partenaires caritatifs.
Depuis 2010, La course des Lumières accompagne l'Institut Curie et ses partenaires caritatifs afin de lutter contre la maladie pour financer la recherche, les hôpitaux, les fondations et les associations. Les inscriptions sont accessibles directement à partir du site internet de La course des Lumières dont le nombre de participants ne fait que croitre au fil des années.